# Савин, Николай Герасимович
Никола́й Гера́симович Са́вин (корнет Савин; 1855—1937) — русский преступник-авантюрист из дворянского рода Савиных. Достоверных сведений о биографии нет, так как жизнеописание придумал сам Савин, с его же слов очерки о нём написали Юрий Галич и Владимир Крымов.

## Биография
Родился 11 января 1855 года (по другим данным — в 1854 году) в имении Серединском Боровского уезда Калужской губернии в семье отставного поручика Герасима Сергеевича Савина. Обучался в Катковском лицее в Москве, затем поступил в Петербургский Александровский лицей (но был исключён и оттуда). Поступил юнкером в Конную гвардию и с головой окунулся в разгульную жизнь. После ряда скандалов был переведён в лейб-гвардии Гродненский гусарский полк.
В 1877 году во время Русско-турецкой войны Савин воевал добровольцем в 9-м армейском корпусе под командованием генерал-лейтенанта барона Криденера, был ранен под Плевной.
После смерти в Ницце от туберкулёза 7 мая 1886 года Фанни Лир Савин оставался якобы единственным «свидетелем» воровства бриллиантов и он только один якобы знал точную причину их воровства. В это время он жил в Париже и заявлял, что является «жертвой российского царского режима», пытался зарабатывать на том, что посвящён в тайны российского императорского двора. Одной из легенд был «революционный заговор» во главе с великим князем Николаем Константиновичем, а деньги от продажи бриллиантов якобы должны были пойти на дело свержения Александра II; фигурировала даже версия, что великий князь лично передавал их революционерке Софье Перовской. Свою роль Савин описывал как личного адъютанта Николая Константиновича и «личного поставщика проституток», при этом адъютант Евгений Варпаховский по его версии — вообще случайный человек на территории Мраморного дворца.
В Болгарии Савин завязал знакомство с чиновниками высокого ранга и пообещал болгарскому правительству содействие в получении крупного французского займа. В благодарность за это болгарский министр-президент Стефан Стамбулов предложил Савину стать болгарским князем (в тот момент престол был вакантен). Савин отправился в Константинополь, где его представили османскому султану Абдул-Гамиду в качестве будущего кандидата на болгарский трон (Болгария тогда формально считалась вассалом Османской империи). Но эта авантюра провалилась — его узнал парикмахер, ранее служивший в Петербурге и знавший его в лицо. Савин был вынужден бежать.
В 1886—1890 годы, живя в Европе, занимался поставкой русских лошадей для итальянской армии. Представленный им план поставок был одобрен военным министерством Италии. Поначалу лошади поступали исправно, затем же поставщик исчез, присвоив крупную сумму.
В 1891 году в Москве в Московском окружном суде присяжные заседатели признали бывшего корнета Савина виновным в ранее совершенных четырёх крупных мошенничествах, и он был осужден на ссылку в Томскую губернию в село Кетское. Но вскоре он бежал из этой ссылки в Кёнигсберг.
В 1891—1898 годы жил в США под фамилией «Граф Николай Герасимович де Тулуз-Лотрек Савин», получил американское гражданство и стал офицером американской армии. В 1898 году в качестве военнослужащего американского экспедиционного корпуса прибыл в Испанию.
В 1900-е годы написал книгу «От Петра Великого до Николая ничтожного».
В 1909 году в марте в Антверпене в Бельгии состоялся суд над Николаем Савиным, который обвинялся в финансовых аферах. Суд приговорил его к тюремному заключению на 8 месяцев и к штрафу в 700 франков.
5 марта 1911 года доставлен под арестом в Санкт-Петербург, за книгу «От Петра Великого до Николая ничтожного» приговорён к вечной ссылке в Нижнеудинск Иркутской губернии.
После Февральской революции 1917 года освобождён, как считается, своим близким другом Александром Керенским и, по одной из легенд, направлен как «офицер конной армии» в Японию, где должен был сообщить секретный план Временного правительства для помощи в завершении войны с Германией.
Существует городская легенда, что в 1917-м, будучи начальником караула Зимнего дворца, Савин «продал» дворец «американскому богачу», исчезнув после получения денег и оставив на «купчей» приписку: Дураков не сеют, не жнут.
В марте 1918 года жил в Осаке как представитель русско-японской фирмы «Такай и Ко», пытался склонить Японию начать военные действий на Дальнем Востоке, чтобы сломить большевистскую власть; в том же году в Иокогаме в «Ориент отеле» встретился с писателем Владимиром Крымовым.
Последний раз Савин был судим в Чите в декабре 1919 года за подделку документов и был приговорен к полутора годам заключения.
Затем он перебрался в Шанхай, где позднее с ним встретился писатель Юрий Галич, написавший о нём очерк «Русский Рокамболь».
Скончался в 1937 году от цирроза печени в Шанхае в нищете.

## В литературе
- Савину посвящён рассказ Гиляровского «Корнет Савин» (1912).
- Савин упоминается Остапом Бендером в романе «Золотой телёнок» как выдающийся аферист:

Возьмём, наконец, корнета Савина. Аферист выдающийся. Как говорится, негде пробы ставить. А что сделал бы он? Приехал бы к Корейко на квартиру под видом болгарского царя, наскандалил бы в домоуправлении и испортил бы всё дело.
- Является прототипом главного персонажа детективного романа Бориса Акунина «Пиковый валет». Героя зовут Митенька Саввин, его планы относительно будущего в романе являются реальными «подвигами» корнета Савина.
- Н. Г. Савин является одним из героев романа «Самозванец» Н. Э. Гейнце.
- Роман «Корнет Савин» Арм Коста.